# Celleno
Celleno là một đô thị ở tỉnh Viterbo trong vùng Latium của Ý, có cự ly khoảng 80 km về phía tây bắc của Roma và khoảng 15 km về phía bắc của Viterbo. Tại thời điểm ngày 31 tháng 12 năm 2004, đô thị này có dân số 1.311 người và diện tích là 24,6 km².
Celleno giáp các đô thị: Bagnoregio, Viterbo.

## Notable residents
- Giacinto Achilli